# 1563 en arts plastiques
| Années des arts plastiques : 1560 - 1561 - 1562 - 1563 - 1564 - 1565 - 1566    |
| Décennies des arts plastiques : 1530 - 1540 - 1550 - 1560 - 1570 - 1580 - 1590 |

Cette page concerne l'année 1563 en arts plastiques.

## Œuvres

Pieter Brueghel l'Ancien - La Tour de Babel - 1563, Kunsthistorisches Museum Wien.

- Première version de la Tour de Babel : tableau de Pieter Brueghel l'Ancien,
- Les Noces de Cana : tableau de Paul Véronèse.

## Naissances
- 1563 ou 5 janvier 1564 : Francesco Vanni, peintre et graveur italien († 26 octobre 1610),
- 17 octobre : Jodocus Hondius, graveur et cartographe flamand († 12 février 1612),
- Ercole dell'Abate, peintre baroque italien († 1613),
- Benedetto Gennari, peintre italien († 1610),
- François Stella, peintre français († 1605),
- Vers 1563 :
- Hendrick Cornelisz Vroom, peintre néerlandais († 4 février 1640).

## Décès
- 11 novembre : Francesco Salviati, peintre maniériste italien (° 1510).